# La Creueta (Lladurs)
|  | Aquest article tracta sobre una muntanya de Lladurs. Vegeu-ne altres significats a «La Creueta». |

La Creueta és una muntanya de 813 metres que es troba al municipi de Lladurs, a la comarca del Solsonès.